# Srdce

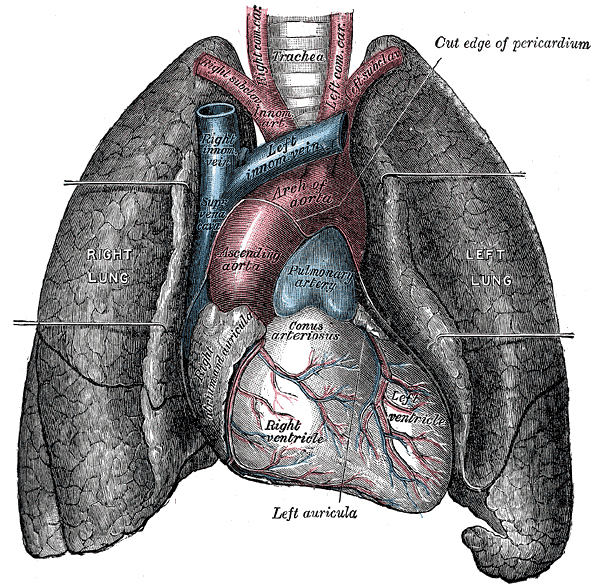
Pohled na uložení srdce člověka v mediastinu, pravá a levá plíce je odtažena do stran.

Srdce (lat. cor nebo cardia – z řec. καρδία, kardia) je dutý svalový orgán živočichů s oběhovým systémem (včetně všech obratlovců) uložený v hrudníku, který svými pravidelnými stahy zajišťuje oběh hemolymfy nebo krve tělem, a tím i přenos dýchacích plynů, živin, odpadních látek a další funkce. Stavba srdce je u různých skupin živočichů odlišná. Nejjednodušší srdce mají někteří bezobratlí, u nichž rozšířený pulsující úsek cévy funguje jako peristaltické čerpadlo. Srdce ptáků a savců má čtyři oddíly s chlopněmi (které fungují jako ventily), dva pro plicní oběh (zajišťující průtok krve plícemi a její okysličování) a dva pro oběh hlavní (zajišťující průtok okysličené krve tělem).
Stavbou, funkcí a chorobami lidského srdce se zabývá kardiologie. Srdeční choroby (zejména infarkt myokardu) patří mezi nejčastější příčiny smrti, zejména u starších lidí.

## Uložení srdce
U savců je srdce uloženo v levé straně těla, tedy v hrudníku mezi plícemi (pulmo), hrudní kostí (sternum) a bránicí (diaphragma). Zevně je kryto vazivovým obalem, perikardem, což je duplikatura vnitřní povázky hrudní dutiny, pokrývající prakticky celé srdce. Uvnitř perikardu je tenká dvojitá membrána. V tomto úzkém dvojitém vaku je perikardiální prostor. Je v něm malá vrstva tekutiny, která chrání srdce před třením a nárazy. Uvnitř je srdce vystláno další vrstvou – endokardem, který vystýlá srdeční dutiny a komory a je v přímém kontaktu s protékající krví.
Mezi endokardem a perikardem je vlastní zdroj síly srdce – myokard. Je tvořen příčně pruhovaným svalstvem, které není ovlivňováno vůlí. Stěny síní mají méně svaloviny než stěny komor, protože vykonávají menší činnost. Obsahuje nervy, které určují rytmus srdečního tepu.
Ve středu hrudi je srdce fixováno hlavně pomocí velkých cév, které vycházejí z jeho základny, tedy hlavně obloukem aorty, plicním kmenem a plicními žilami. Kromě toho z perikardu vychází vaz, který spojuje srdce s hrudní kostí (lig. sternopericardiacum), tak je tomu u člověka, kopytníků a velkých plemen psů. U malých zvířat (kočky, malí psi) je srdce spojeno vazem s bránicí (lig. phrenicopericardiacum).
U člověka se srdce nachází asi ze 2/3 vlevo, u zvířat je srdce více uprostřed, např. u psa je srdce vlevo ze 4/7, u skotu a u koně jsou vlevo 3/5 srdce. („Vlevo“ a „vpravo“ nikoli z hlediska pozorovatele, nýbrž nositele srdce.)

## Popis srdce

Schéma lidského srdce:
1. Horní dutá žíla –
2. Plicní tepna –
3. Plicní žíla –
4. Mitrální chlopeň –
5. Aortální chlopeň –
6. Levá komora –
7. Pravá komora –
8. Levá síň –
9. Pravá síň –
10. Aorta –
11. Plicní chlopeň –
12. Trojcípá chlopeň –
13. Dolní dutá žíla

Srdce má tvar kužele, jehož hrot (apex) směřuje doleva a dolů. Srdeční základna je místo, kam ústí cévy vstupující a vystupující do srdce, podkladem hrotu je hlavně levá komora. Levá plocha srdce je přivrácená k hrudní kosti a k žebrům (facies sternocostalis), pravá plocha srdce je přivrácená k bránici (facies diaphragmatica).
Ve veterinární anatomii se plocha srdce směřující k levému boku nazývá strana oušková (facies auricularis), pravá plocha srdce je pak plocha síňová (facies atrialis).
Srdce savců je uvnitř rozděleno na 4 samostatné dutiny. Přepážky mezi dutinami jsou zevně naznačeny mělkými zářezy na povrchu srdce. Srdce je, zejména v oblasti základny, obaleno funkčním tukem, který vyrovnává nerovnosti srdečního povrchu a umožňuje tak jeho klouzání v dutině osrdečníku.

### Dutiny srdce
Krev při průchodu srdcem protéká dutinami, které jsou navzájem odděleny chlopněmi, zabraňujícími zpětnému toku krve. Náraz krve na uzavřené chlopně při systole se při poslechu projeví jako srdeční ozva.
Neokysličená krev je do srdce přiváděna dutými žilami (venae cavae), máme dvě, horní, která přivádí krev z horní části těla, a dolní, která přivádí krev do těla z břišní dutiny a dolních končetin. Duté žíly se před srdcem slévají v žilném splavu (sinus venarum cavarum).

#### Pravá síň
Z žilného splavu, tj. horní a dolní dutou žilou, krev přitéká do pravé síně (lat. atrium dextrum). Pravá síň tvoří pravou polovinu srdeční základny. Má relativně tenkou svalovou stěnu, neboť odvádí menší část práce než levá polovina, a vybíhá na povrch srdce v jakýsi svalový vak, který se nazývá ouško (auricula).
Vnitřní plocha síní není hladká, vybíhá ve svalové trámce. V přepážce mezi pravou a levou síní je místo se zúženou stěnou, pozůstatek po propojení síní u plodu, který má nevzdušné plíce. Po porodu se zpravidla rychle uzavírá, jestliže se tak nestane, je nutno otvor uzavřít chirurgicky. Řadí se mezi lehčí srdeční vady (foramen ovale).
Pravá síň je oddělena od pravé komory (ventriculus dexter) síňokomorovou přepážkou, ve které je otvor opatřený trojcípou chlopní (valva atrioventricularis dextra, tricuspidalis).
Trojcípá (trikuspidální) chlopeň střeží vstup do pravé komory a zajišťuje, aby se při stahu (systole) krev z komory nemohla vracet zpět do síně. Má tři cípy, proto název trojcípá. Pracuje jednoduchým způsobem, stejně jako chlopeň mitrální v levé komoře. Svalové napětí při stahu (kontrakci) vytváří v komorách tlak, který stlačuje cípy chlopně k sobě a vytváří tak těsný uzávěr. Otevírání a uzavírání srdečních chlopní způsobuje „tlukot srdce“, který je možné poslouchat stetoskopem.

#### Pravá komora
Pravá komora (lat. ventriculus dexter)  leží pod pravou síní, nedosahuje ale až do srdečního hrotu. Má tenčí stěnu než levá komora, ale silnější než je stěna síní. U člověka je stěna asi 0,5 cm tlustá. Uvnitř komory myokard vybíhá do prostoru a tvoří bradavkovité svaly, na které se upínají šlašinky, vazivové struny rozepjaté mezi stěnou komory a cípy trojcípé chlopně. Šlašinky zabraňují vyvrácení chlopně při stahu komory.
Pravá komora vyúsťuje do plicního kmene (truncus pulmonalis), otvor uzavírá třícípou poloměsíčitou (semilunární) chlopní (valva trunci pulmonalis). Tato chlopeň dostala své jméno podle podobnosti s půlměsícem a tvoří jakési kapsy. Plicní (pulmonální) chlopeň dovoluje krvi protékat z pravé komory do hlavní tepny plicního oběhu (plicnice). Při kontrakci komor se dostává neokysličená krev přes plicní chlopeň do plicnice a do plic.

#### Levá síň
Z plic přitéká okysličená krev plicními žilami do levé síně. Levá síň (lat. atrium sinistrum) tvoří levou polovinu srdeční základny. Stejně jako pravá síň má tenkou svalovou stěnu a vybíhá na povrch srdce jako ouško.
V síňokomorové přepážce je otvor opatřený dvojcípou chlopní, která se také nazývá chlopeň mitrální (valva atrioventricularis sinistra, bicuspidalis, mitralis) pro podobnost s tvarem biskupské mitry. Pracuje souběžně a stejným způsobem jako trikuspidální chlopeň v pravé části srdce.

#### Levá komora
Levá komora (lat. ventriculus sinister) má ze všech srdečních dutin nejtlustší stěnu, u člověka je až 1,5 cm tlustá. Zasahuje až do srdečního hrotu. Uvnitř jsou bradavkovité svaly, na které se upínají šlašinky, a srdeční struny, které jsou součástí převodního systému srdečního.
Stahem levé komory je krev vypuzována do aorty, otvor uzavírá poloměsíčitá aortální chlopeň (valva aortae). Aortální chlopeň pracuje stejně a ve stejném rytmu jako chlopeň plicní. Při kontrakci komor se dostává okysličená krev přes aortální chlopeň do hlavního tělního oběhu.
Typický zvuk srdeční činnosti „lub-dub“ způsobuje střídání fází systoly a diastoly. Systola je fáze, kdy krev tryská ze srdečních komor do tepen. Relaxační fáze, kdy srdce odpočívá a plní se krví, se nazývá diastola. Síně začínají svůj stah odshora, což připomíná ždímání. Síně musí krev dopravit do komor pod nimi.

### Stavba srdeční stěny
Na povrchu je srdce kryto perikardem, vazivovou blankou, ve které probíhají tepny a žíly, obsahuje také tukovou tkáň.
Nejsilnější část stěny je myokard, který je tvořen srdeční svalovinou. V síních je dvouvrstevný, ve stěnách komor je trojvrstevný. Vlákna srdečního svalu jsou složitě propletena a tvoří architektoniku srdečního svalu.
Vnitřní stěna, obrácená do srdečních dutin, se nazývá endokard. Je to vazivová blanka, směrem do dutin pokryta endotelem, tedy výstelkou cév. Mezi endokardem a myokardem probíhají Purkyňova vlákna, součást převodního systému srdečního.

### Srdeční skelet
Mohlo by se zdát, že se všechny chlopně nacházejí v jedné rovině v úrovni srdeční báze. Preparace srdeční stěny však ukáže, že čtyři vazivové prstence chlopní (anuli fibrosi), které tvoří základní část srdečního skeletu, tvoří vzájemně nakloněné roviny. Jednu rovinu tvoří prstence trojcípé a dvojcípé chlopně. Další rovinu odkloněnou dopředu doprava tvoří prstenec aorty. A nakonec třetí zaujímá nejvíce vzadu vlevo odkloněná rovina prstence chlopní plicních tepen malého srdečního oběhu. Okraje otvorů, které prstence uzavírají, jsou vyztužené vazivovými pruhy, stejně tak i srdeční stěna je zesílena vazivem. U skotu a některých jiných savců dokonce vazivo osifikuje a vznikají skutečné kosti trojúhelníkového tvaru (ossa cordis). Také u člověka mohou srdeční vaziva vzácně kalcifikovat.

Schéma srdce znázorňující věnčité (koronární) cévy na jeho přední straně.

### Nutritivní oběh srdce
I srdeční sval potřebuje kyslík a živiny k tomu, aby mohl pracovat. Srdce ale nemůže přijímat živiny z velkého množství krve, která protéká srdcem. Rychlost toku i vnitřní tlak je příliš vysoký a mohl by potrhat jemnou síť kapilár. Proto je srdce zásobováno zvenku. Z aorty, těsně nad aortální chlopní – otvorem ne větším než brčko na pití – odstupují dvě věnčité (koronární) tepny, které zajišťují vlastní zásobování srdce. Vytvářejí jemnou krajkovou síť, která obkružuje celé srdce a svým tvarem připomíná věnec. Odtud pochází název věnčité tepny.
Věnčité tepny jsou dvě – pravá a levá – a jsou to jediné tepny, které vystupují ze vzestupné aorty hned za srdcem. Protože při systole je tlak v aortě příliš velký, jsou to také jediné tepny, které se plní při diastole. Levá věnčitá tepna se dělí na levou sestupnou větev, která vede krev k oběma komorám, a na ramus circumflexus, který se otáčí dozadu a zásobuje krví levou komoru a síň. Zrcadlově je obrazem koronárních tepen systém srdečních žil. Ty mají za úkol odvádět krev ze srdečního svalu zpět. Tyto žíly jdou paralelně a vyprazdňují se do pravé síně.
Jedná se o terminální arterie, to znamená, že netvoří žádné spojky s ostatními tepnami a pokud dojde k ucpání tepny, okrsek tkáně, který tato tepna zásobuje, již nedostává živiny ani kyslík a odumře (ischemie).
Ischemická choroba srdeční je stav, kdy zúžená věnčitá tepna nezvládá dostatečně zásobovat srdeční sval. Při úplném uzávěru tepny dojde k infarktu myokardu. Je to velmi vážný stav, který může vyústit až do srdeční zástavy. Jakmile dojde k odumření srdeční svaloviny, je to nevratný stav, protože srdce se dokáže hojit jen vazivovou jizvou.

## Velikost srdce a jeho uložení
U dospělého člověka je srdce asi 12 cm dlouhé a 8–9 cm široké. Hmotnost srdce se liší podle pohlaví, u muže se pohybuje kolem 280–340 g, u žen kolem 230–280 gramů. Průměrně srdce udělá okolo 100 000 úderů každý den a za minutu přečerpá při 70 úderech za minutu asi 5 až 6 litrů krve. Tedy celkový objem krve dospělého člověka.
Srdeční základna leží pod pátým až sedmým hrudním obratlem, hrot zasahuje do pátého mezižebří.

### U domácích savců
| druh živočicha | hmotnost v % | basis cordis | apex cordis |
| pes            | 0,7 %        | 3.–6. žebro  | 7. žebro    |
| prase          | 0,2–0,4 %    | 3.–6. žebro  | 3.–6. žebro |
| skot           | 0,5 %        | 3. žebro     | 6. žebro    |
| kůň            | 1,5 %        | 3. žebro     | 6. žebro    |

### U dinosaurů
Velcí sauropodní dinosauři jako byl Giraffatitan měli obří srdce, jejichž hmotnost zřejmě dosahovala až kolem 200 kg a průměr kolem 1,5 metru. Objem krve v těle u těchto dinosaurů mohl dosahovat až kolem 3000 litrů. U známého teropoda rodu Tyrannosaurus zase srdce dosahovalo velikosti mikrovlnné trouby (asi 75 x 50 cm) a bylo tak zhruba 100–150krát větší než lidské srdce.

## Práce srdce

diastola

systola

Srdeční cyklus se rozpadá do dvou hlavních fází:
- Systola je koordinovaný stah srdeční svaloviny síní nebo komor
- Diastola je uvolnění (relaxace) srdečního svalu

Při diastole síní (a za mírně opožděné diastole komor) přitéká do pravé síně a zároveň přes ní do pravé komory oběma dutými žilami krev z velkého tělního oběhu, zatímco do levé síně a zároveň přes ní do levé komory přitéká krev z plicních žil. Následuje systola obou síní (s mírně opožděnou systolou obou komor), při které je krev ze síní vypuzena do komor. Aby nedocházelo ke zpětnému toku krve z komor do síní, je mezi pravou síní a komorou trojcípá chlopeň a mezi levou síní a komorou chlopeň dvojcípá (viz výše). Tyto chlopně se při následné systole komor uzavřou a krev z komor je tak vypuzena do plicního kmene a do aorty. Zpětnému toku krve do komor brání poloměsíčité chlopně uzavírající jak plicní kmen, tak aortu.
Rozlišujeme dvě fáze systoly:
- izovolumická kontrakce – roste tlak, objem se nemění
- ejekční fáze – objem se zmenšuje, tlak se nemění

Stejně tak rozlišujeme dvě fáze diastoly:
- izovolumická relaxace – tlak klesá, objem se nemění
- plnicí fáze – objem komor roste, tlak se nemění

Každou systolou je tak ze srdce vypuzeno průměrně asi 70 ml krve. Množství krve, které jedna komora přečerpá za minutu, se nazývá minutový srdeční výdej.
Minutový výdej = tepový objem × srdeční frekvence
U člověka v klidu je srdeční frekvence 70–80 stahů za minutu. Klidový minutový srdeční výdej je tedy 5–6 l/min., což zhruba odpovídá celkovému množství krve v těle. V případě potřeby se ale dokáže zvýšit více než pětkrát, a to hlavě zrychlením srdeční frekvence. Za celý život člověka udělá srdce zhruba 2,5 miliardy stahů.
Proudění krve v krevním řečišti se řídí tlakovým spádem, tj. hnací silou oběhu krve jsou tlakové rozdíly mezi tepennou a žilní částí oběhové soustavy. Velikost krevního tlaku je v jednotlivých částech oběhové soustavy dána jednak činností srdce a jednak odporem cesty, který klesá s druhou mocninou poloměru a roste s délkou cévy. Proto směrem od srdce krevní tlak klesá, za současného poklesu rychlosti proudění krve. Zpomalení toku krve ve vlásečnicích je velmi důležité, protože zde probíhá vlastní předávání živin a kyslíku tkáním a odvádění produktů metabolismu.

## Řízení srdeční činnosti
Srdce je do jisté míry autonomní orgán, podněty ke kontrakci myokardu vznikají přímo ve vlastní svalovině, a to v modifikovaných kardiomyocytech tvořících převodní soustavu srdeční. Této vlastnosti se říká automacie.
Na rozdíl od kosterního svalu se membránový potenciál po depolarizaci nevrací rychle zpět na původní hodnotu, ale zůstává po asi 200–350 ms ve fázi plató, kdy je membránový potenciál kladný a buňka nereaguje na další vzruch. Teprve pak dojde k repolarizaci a buňka je schopna další kontrakce. Proto nemůže v srdeční svalovině dojít k tetanické křeči. Kvůli délce fáze plató také maximální tepová frekvence nemůže překročit 200–210 tepů za minutu.

### Převodní systém srdeční
Na membránách buněk převodního systému se neustále spontánně mění membránový potenciál. Po dosažení spouštěcí úrovně (spontánní diastolická repolarizace) vzniká akční potenciál, který se šíří do pracovního myokardu a způsobí jeho kontrakci. Po skončení akčního potenciálu se na membránách opět začne tvořit nový akční potenciál. Buňky samotné jsou tedy zdroj vzruchů. Akční potenciály vznikají pravidelně a jsou příčinou rytmické práce srdce.
Hlavním zdrojem vzruchů u savců je sinoatriální uzel (SA uzel), shluk buněk převodního systému srdečního ve stěně pravé síně blízko žilního splavu. Tady je spontánní depolarizace nejrychlejší, SA uzel proto generuje vzruchy i pro ostatní části převodního systému. Rytmus srdečních frekvencí určuje SA uzel na počet 70 tepů za minutu. Sám uzel je regulován pokyny z autonomního kardioregulačního centra v mozkovém kmeni. Centrum řízení srdeční činnosti je umístěno v prodloužené míše. Za určitých okolností ale může vzruch vznikat i jinde, což se projeví změnou frekvence tvorby vzruchů.
V přepážce mezi síněmi a komorami je atrioventrikulární uzel (AV uzel). Za běžných okolností pouze převádí vzruch z SA uzlu, může ale generovat vzruch pro celé srdce.
Z AV uzlu vychází Hissův svazek, který se v mezikomorové přepážce rozdělí na dvě Tawarova raménka, pravé a levé. Každé raménko míří k pracovnímu myokardu komor, kde se větví na Purkyňova vlákna, která probíhají pod endokardem a šíří vzruch do stěny komor.
V SA uzlu a AV uzlu je rychlost šíření vzruchu 0,02–0,1 m/s, ve zbytku převodního systému se vzruch šíří rychlostí až 4 m/s. Mezi buňkami pracovního myokardu je šíření vzruchu pomalejší, do 1 m/s. U zdravého srdce je směr šíření vzruchů v určitém okamžiku vždy stejný. Výsledné vektory vzruchu můžeme snímat pomocí EKG.

### Řízení srdeční frekvence

#### Nervové řízení
Nejvýznamnější řízení frekvence je řízení nervové, pomocí autonomních nervů. Sinoatriální uzel je pod tonickým vlivem vegetativního nervového systému, který tak ovlivňuje rychlost tvorby vzruchů.
Parasympatická nervová vlákna, nn. retardantes, pocházejí z bloudivého nervu. Působí na srdeční činnost zpomalením srdeční frekvence, snížením síly kontrakce a snížením vzrušivosti myokardu. Účinek parasympatiku na srdeční sval je zprostředkován mediátorem acetylcholinem, receptory v srdeční tkáni mohou být zablokovány atropinem (proto atropin zvyšuje srdeční frekvenci).
Sympatická nervová vlákna, nn. accelerantes, pocházejí z hrudních sympatických ganglií. Působí na srdeční činnost zrychlením srdeční frekvence, zvýšením síly kontrakce a zvýšením vzrušivosti myokardu. Mediátorem sympatiku je noradrenalin.

##### Baroreceptorové reflexy
V oblouku aorty se nacházejí baroreceptory, které snímají krevní tlak. Při zvýšení tlaku krve je utlumen sympatikus, srdeční frekvence se sníží a tlak krve poklesne.

#### Humorální řízení
Katecholaminy, tedy adrenalin a noradrenalin, mají na srdce stejný účinek jako sympatikus. Naopak acetylcholin působí na srdce jako parasympatikus.
Glukagon zrychluje srdeční frekvenci a zvyšuje sílu kontrakcí, inzulín také zrychluje srdeční činnost. Progesteron naopak srdeční frekvenci zpomaluje.

#### Vliv teploty na tepovou frekvenci
Frekvence s jakou sinoatriální uzel generuje vzruchy závisí i na jeho teplotě. Třetím faktorem ovlivňujícím srdeční frekvenci je proto tělesná teplota. Například zvýšení teploty o 1 °C se projeví vzestupem frekvence srdečního tepu asi o 10 úderů za minutu.

## Srdce jako endokrinní žláza
Srdce produkuje hormon, atriový natriuretický peptid, který má vliv na krevní cévy, ledviny a nadledviny a podílí se na regulaci krevního tlaku a krevního objemu.

## Vývoj srdce
Srdce je jeden z prvních orgánů, které se u embrya začnou vyvíjet. Začíná bít zhruba pět týdnů po poslední normální menstruaci (tři týdny po početí) a jeho tep se zpočátku plynule zrychluje až na hodnoty kolem 280 tepů za minutu v 7. až 9. týdnu, načež frekvence opět klesá až na 150 tepů v 15. týdnu. Po porodu se funkce srdce prudce změní, když se dítě odpojí od matčina krevního oběhu a začne dýchat.

## Srdce u různých živočichů

### Srdeční frekvence
Čím menší živočich, tím je srdeční frekvence rychlejší. U mláďat bije srdce rychleji než u dospělých jedinců. Srdeční frekvence plejtvákovce je asi 9 úderů za minutu, slona 25 stahů za minutu, u člověka je to 70 stahů za minutu. Vrabec má tepovou frekvenci 500 stahů za minutu, rejsek 600 stahů za minutu, letící kolibřík dokonce 1200 stahů za minutu.

### Srdce ptáků
Stejně jako u savců je srdce ptáků čtyřdílné (2 předsíně a 2 komory), s dokonale oddělenými dutinami. Vzhledem k velikosti těla je velké, leží v tělní dutině na hrudní kosti mezi plícemi a žaludkem.

### Srdce ostatních obratlovců
Nejjednodušší srdce mají ryby a paryby; funguje jako čerpadlo, které žene krev směrem k žábrám, kde je okysličována a pak rozváděna po těle, aniž by se vracela zpět do srdce. Tvoří je jedna síň, kam přitéká neokysličená krev, a jedna komora, která vypuzuje krev do žáber.
U dospělých obojživelníků dochází k rozdělení síní, srdce má tedy jednu komoru a dvě síně. Vzniká primitivní velký a malý krevní oběh, ale dochází k míšení okysličené a neokysličené krve.
U plazů se začíná objevovat náznak mezikomorové přepážky, u krokodýlů je již kompletní, srdce je tedy čtyřkomorové stejně jako u savců a ptáků a už nedochází k míšení krve.

### Srdce bezobratlých
U bezobratlých zastává funkci primitivního srdce většinou rozšířený pulsující úsek cévy, který funguje jako peristaltické čerpadlo. Cirkulace tělních tekutin (hemolymfy, krve) je zajištěna peristaltickými stahy hladké svaloviny pulsující cévy.

## Technické analogie srdce
Hledáme-li technické analogie srdce a potažmo celé oběhové soustavy, musíme na prvním místě jmenovat ty nejdokonalejší – umělé srdce a funkční podpory srdce (kardiostimulátory). V lékařství jsou také úspěšně používány nejrůznější implantáty, jako např. umělé cévy či srdeční chlopně. Z technického hlediska představuje jistou funkční analogii srdce také např. jednoduchá pumpa, jejíž zpětné ventily plní stejnou funkci jako u srdce chlopně, i když je zřejmé, že pumpa nebyla zkonstruována na základě studia funkce srdce a jeho chlopní. Jistou, i když velmi vzdálenou, analogii celé oběhové soustavy představují také hydraulické a pneumatické systémy, používané např. v robotice. Ty používají jako ústřední jednotku hydraulický či pneumatický motor, jehož funkce by se dala přirovnat k funkci srdce, a dále pak soustavu rozvodných hadic, která by snesla srovnání s cévní soustavou.

## Choroby srdce
Stavbou, funkcí a chorobami lidského srdce se zabývá kardiologie, srdeční choroby patří mezi nejčastější příčiny smrti, zejména v bohatých zemích. V České republice jsou nejčastější příčinou smrti a umírá na ně asi 50 % lidí. Nejčastější příčinou úmrtí z nemocí srdce je ischemická choroba srdeční. Ischemické choroby srdce jsou nejčastější příčinou hospitalizace i úmrtí v ČR. Na roční úmrtnosti se podílejí přibližně čtvrtinou. Statistika za rok 2012, uvádí 75.499 případů hospitalizace pro ischemické choroby srdce. V ČR v tom roce zemřelo na tyto choroby 25.178 lidí, na infarkt myokardu 6439.
- Ischemická choroba srdeční
- Infarkt myokardu
- Chlopenní vady
- Infekční endokarditida
- Srdeční arytmie
- Vrozené srdeční vady
- Srdeční selhání

## Prevence kardiovaskulárních onemocnění
- zdravá strava
- pravidelný pohyb
- nekouřit a omezit konzumaci alkoholu
- kontrola krevního tlaku a cholesterolu
- redukce stresu

## Srdce v přeneseném významu

Symbol srdce znázorňující lásku, náklonnost i přátelství

Srdce se ale v hovorové i technické mluvě užívá v mnoha přenesených i naprosto konkrétních významech:
- Srdce je všeobecně symbolem lásky, náklonnosti i přátelství (viz rčení láska sídlí v srdci aneb láska prochází srdcem či nechal u ní své srdce apod.).
- Naši předkové se domnívali, že srdce je sídlem citu, myšlení a duše, což ale není možné díky prokázanému životu s umělým srdcem.
- Symbol srdce může sloužit jako ozdoba či upomínka na nějakou osobu (třeba perníkové či jiné ozdobné srdce, srdíčko).
- Může však být také symbolem odvahy a energie: bojovat srdcem nebo srdnatě přeneseně znamená odvážný čin, do kterého člověk vložil svoji veškerou fyzickou a psychickou energii (viz rčení nechali v něm kus srdce).
- „Srdeční záležitost“ se obvykle týká mimořádně blízké osoby či zvláště milé věci (záležitosti, události, předmětu, vlastnosti, vztahu apod.) pro nějakou konkrétní osobu
- „Nepokojné srdce“ prý mívají osoby neklidné, těkavé, nestálé, hyperaktivní apod.
- “Srdce“ může označovat tu nejdůležitější, centrální část nějakého většího technického či společenského systému (viz termín „srdce stroje“, „srdce elektrárny“, „srdce Evropy“ apod.)
- Srdce zvonu je volně zavěšené závaží, které „bije“ do zvonu (srovnej rčení má srdce jako zvon)
- Srdce je také červená barva v karetních hrách.